# Aizawl FC
El Aizawl Football Club es un equipo de fútbol de la India que juega en la I-League, primera división de fútbol en el país.

## Historia
Fue fundado el 14 de febrero de 1984 en la ciudad de Aizawl, del estado de Misoram al noreste del país y su historia inicia en los torneos aficionados, en donde permaneció hasta que en 2012 fue certificado por la All India Football Federation como participante en la I-League 2, la segunda división de la India, con lo que oficialmente se convirtió en un equipo profesional.
En ese año participó en la ronda clasificatoria para la Copa Federación de la India, y para 2015 llega a la final de la copa y gana el título de la segunda división, con lo que ganó el derecho de jugar en la I-League en la temporada 2015/16, siendo el primer equipo de Misoram en conseguirlo.
El 30 de abril de 2017 se convierte en el primer equipo del noreste de la India en ser campeón de la I-League.

## Palmarés
- I-League (1): 2016–17
- I-League 2 (1): 2015

## Jugadores

### Plantilla

#### Altas y bajas 2020-21 (verano)
| Altas              | Altas          | Altas         | Altas    | Altas |
| Jugador            | Posición       | Procedencia   | Tipo     | Costo |
| ------------------ | -------------- | ------------- | -------- | ----- |
| David Laltlansanga | Centrocampista | Chanmari      | Fichaje. | --    |
| Vanlalnghenga      | Centrocampista | Chanmari      | Fichaje. | --    |
| Thasiama           | Centrocampista | Chhinga Veng  | Fichaje. | --    |
| Vanlalzuidika      | Defensa        | Chhinga Veng  | Fichaje. |       |
| K. Lalmalsawma     | Defensa        | Electric Veng | Fichaje. | --    |
| P.C. Laldinpuia    | Defensa        | Chhinga Veng  | Fichaje. |       |
| Princewill Emeka   | Delantero      | TRAU          | Fichaje. | --    |

| Bajas                  | Bajas          | Bajas            | Bajas    | Bajas |
| Jugador                | Posición       | Destino          | Tipo     | Costo |
| ---------------------- | -------------- | ---------------- | -------- | ----- |
| Rochharzela            | Centrocampista | NorthEast United | Fichaje. | --    |
| Jonathan Lalrawngbawla | Delantero      | NorthEast United | Fichaje. | --    |
| Lalramhmunmawia        | Defensa        | Sudeva           | Fichaje. | --    |
| Isak Vanlalruatfela    | Centrocampista | Odisha           | Fichaje. | --    |
| Paul Ramfangzauva      | Centrocampista | Odisha           | Fichaje. | --    |

## Entrenadores
- Stanley Rosario (enero de 2019-presente)[1]